# Concert per a tres clavecins en re menor (Bach)
El Concert per a tres clavecins en re menor, BWV 1063, de Johann Sebastian Bach, és probablement una transcripció d'un concert anterior però aquesta qüestió encara és motiu de debat. Els estudiosos encara no han resolt la probable qualificació i la tonalitat del concert en el qual es basa l'obra que ens ha arribat. Sembla que alguns dels fills de Bach podrien haver col·laborat en la composició d'aquesta obra.

## Estructura i anàlisi
L'estructura de 3 moviments és la següent:
1. Alla Siciliana
2. Allegro

La instrumentació és: clavecí solista I/II/III, violí I/II, viola, i baix continu (violoncel, violone). La durada aproximada és d'uns 14 minuts.